# Manolesta
Pour plus de détails, voir Fiche technique et Distribution.
Manolesta est un film italien de Pasquale Festa Campanile, sorti en 1981,.

## Synopsis
Gino Quirino, alias Manolesta, est le tendre père d'un garçon qu'il a eu avec une étrangère qui s'est enfui sitôt l'accouchement terminé. Le père et le fils vivent sur un bateau ancré sur le Tibre. Gino est sans emploi, mais il s'efforce que son petit soit à l'abri du besoin en se prêtant à diverses combines plus ou moins honnêtes, voire à des larcins et des escroquerie. Mais l'enfant grandit, va à l'école, et Gino doit se justifier de plus en plus de son mode de vie...

## Fiche technique
Sauf indication contraire, les informations mentionnées dans cette section peuvent être confirmées par la base de données cinématographiques IMDb,  présente dans la section « Liens externes ».
- Titre original italien : Manolesta[3] (litt. « Main leste »)
- Réalisation : Pasquale Festa Campanile
- Scénario : Ottavio Jemma (it) et Enrico Oldoini
- Photographie : Giancarlo Ferrando (it)
- Montage : Amedeo Salfa
- Musique : Detto Mariano
- Décors : Giantito Burchiellaro (it)
- Production : Aurelio et Luigi De Laurentiis
- Sociétés de production : Filmauro (it)
- Pays de production :  Italie
- Langue originale : italien
- Format : Couleurs
- Genre : Comédie
- Durée : 95 minutes[3]
- Date de sortie :
  - Italie : 12 février 1981

## Distribution
- Tomas Milian : Gino Quirino / Manolesta / Poubelle (« Er Monnezza » en VO)
- Giovanna Ralli : Angela De Maria
- Paco Fabrini : Bruno Quirino
- Armando Pugliese : Rosario
- Clara Colosimo : L'assistante sociale
- Massimo Pittarello : Mammola
- Tom Felleghy : Le juge
- Valentino Simeoni : Le prisonnier
- Ennio Antonelli : Le maçon